# 麦焼酎

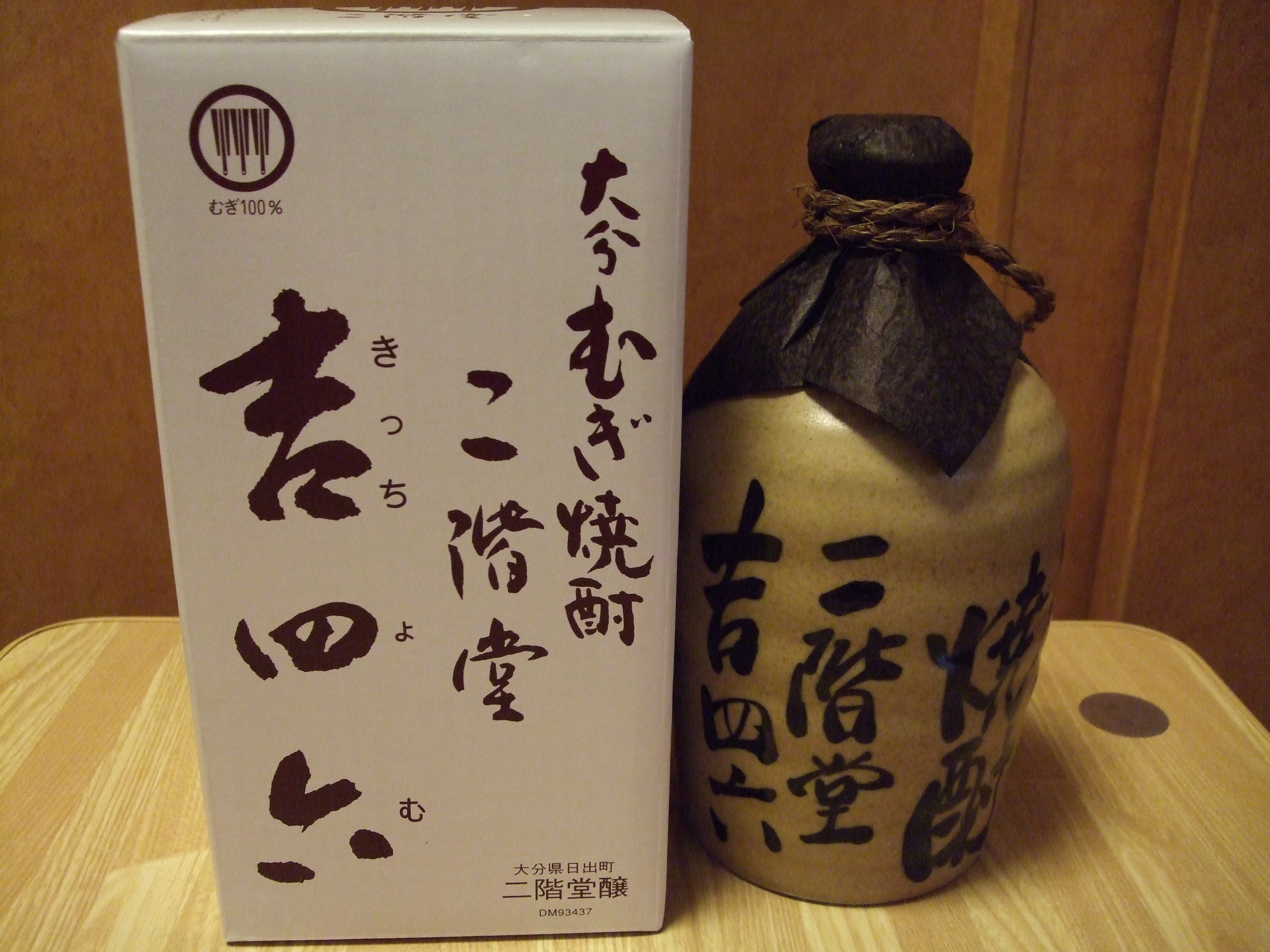
麦焼酎(二階堂 吉四六)

麦焼酎（むぎしょうちゅう/むぎじょうちゅう）は、オオムギを主原料とした焼酎。大分麦焼酎や壱岐焼酎をはじめ、日本各地で広く作られている。

## 酒としての特徴
原料の麦特有の香りがあり、まろやかで甘味があるとされる。減圧蒸留により製造されたものは香味が軽快、常圧蒸留によるものは香ばしい麦の香りがそれぞれ特徴となり、特に前者は飲みやすくマイルドなことから20世紀後半に日本全国に消費が広がった。水割りやお湯割りなど、多様な飲み方に対応できるとされる。
主原料の大麦は日本を含め広範囲で栽培されて安価でもあるが、下記のように加工や香りに難点があり、20世紀後半まで製造は九州の一部で少量にとどまっていた。大麦は浸水させると急速に吸水が進み、さらに水を切ると表面の水分が内部に吸収されて表面が乾く。この状態で膨潤した麦粒同士が接触すると「しまり」と呼ばれるガチガチに固まった状態になってしまい加工に支障を来し、かつ「しまり」は蒸した後にも起きやすいため、適度な水分管理が米などに比べてかなり難しい。
また、伝統的な常圧蒸留で得られる麦焼酎には強いわら臭や焦げ臭があり、これが強いと渋味や苦味をともなう欠点臭となる。また、リノール酸エチルなどの油分は貯蔵中に酸化されると油臭を放つ。これらが原因となり、1970年代にイオン交換樹脂による精製や減圧蒸留などの技術が導入されるまでは、くせの強さが普及のネックとなっていた。

## 生産

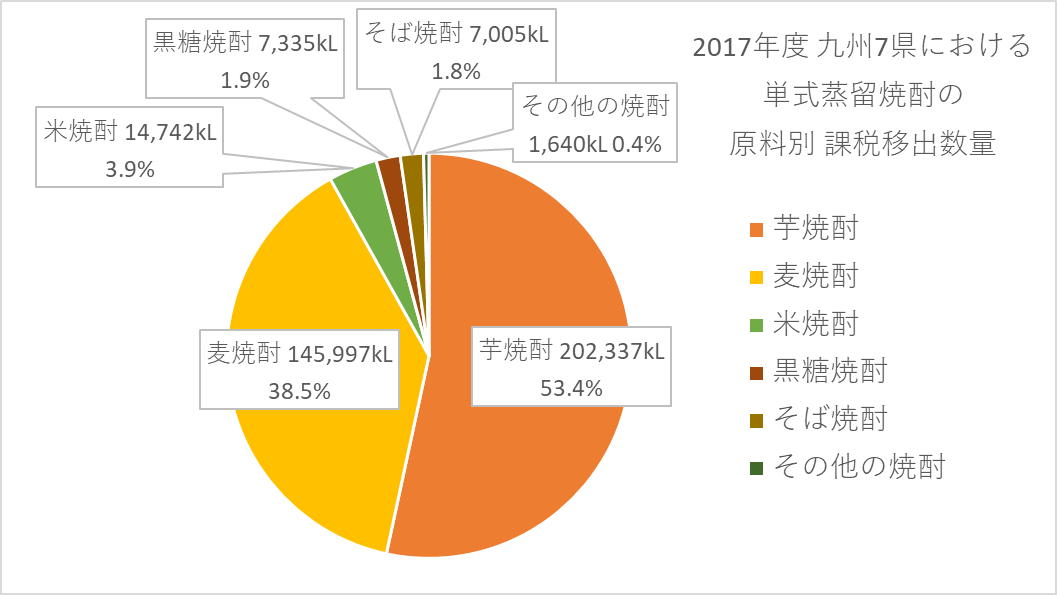
2017年度 九州の原料別焼酎生産量

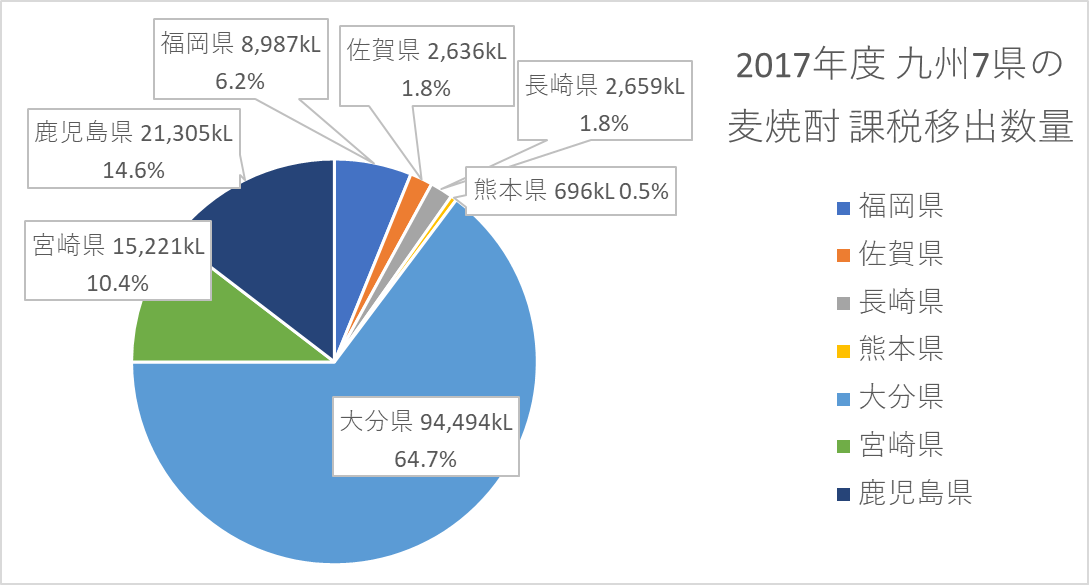
九州における麦焼酎の県別課税移出数量

2017年度の九州における課税移出数量は145,997キロリットルと、同地域で単式蒸留焼酎のうち38.5%を占め芋焼酎に次ぐ2位となっている。県別では『いいちこ』を製造する三和酒類や二階堂酒造などがある大分県が94,494キロリットルで64.7%を占め、鹿児島県の21,305キロリットル(14.6%)、宮崎県の15,222キロリットル(10.4%)がこれに続く。
大分県は応仁2年(1468年)には『豊後練貫酒』が登場するなど伝統的に清酒の生産が盛んであり、副産物である酒粕を利用した粕取り焼酎も江戸時代には作られていた。しかし1970年代に入ると、全国的な清酒需要の低下と大手メーカーの製品が九州各地にも流通するようになったことが重なり、清酒業者の経営は圧迫されるようになり、二階堂酒造の麦焼酎ヒットに追随して麦焼酎生産に参入する業者が増えた。2018年の時点で焼酎専業および清酒・焼酎兼業の生産者がそれぞれ8社、25社県内にあり、県の全域に分布している。
なお、大分県内では『二階堂』が全県的に強い人気を持ち、『いいちこ』がそれに次ぐ。このほか、八鹿酒造の『なしか』が日田地方、旭酒造の『耶馬美人』が耶馬地方、老松酒造の『田五作』が日田市や大分市、久家本店の『常蔵』が臼杵市や別府市、南酒造の『とっぱい』が国東市や別府市で、それぞれ地元を中心に人気を集めている。
主原料の大麦は乾燥した状態で年間を通じて安定供給されるため、長期保存しにくい生のサツマイモを主原料とする芋焼酎を生産する鹿児島県や宮崎県の焼酎メーカーは、麦焼酎の生産も行うことで通年の設備稼働や雇用を実現しやすい、という経営上のメリットがある。

## 原料

### 大麦
麦焼酎の原料には、20世紀後半以降は二条大麦が一般的に使用されている。これは、麦茶などの原料となる六条大麦に比べて下記のような特長があり、麦焼酎の原料として特に適しているためである。
- 大粒で精麦しやすい
- デンプンの含有量が高いため、重量当たりのエタノール生産量（アルコール収得量）が高い
- 麦麹の製造にも向いている

なお、裸麦や二条大麦を原料としたり、ビールのように麦をローストする製法なども存在する。
大麦の玄麦は、硬度が高いほど精麦時の歩留まりが高く破砕率は低くなるが、醸造特性については硬度が低いほうが溶解性が高く発酵を制御しやすい。この精麦特性と醸造特性の2つが、麦焼酎原料としての大麦の評価指標となる。

#### 使用されている品種

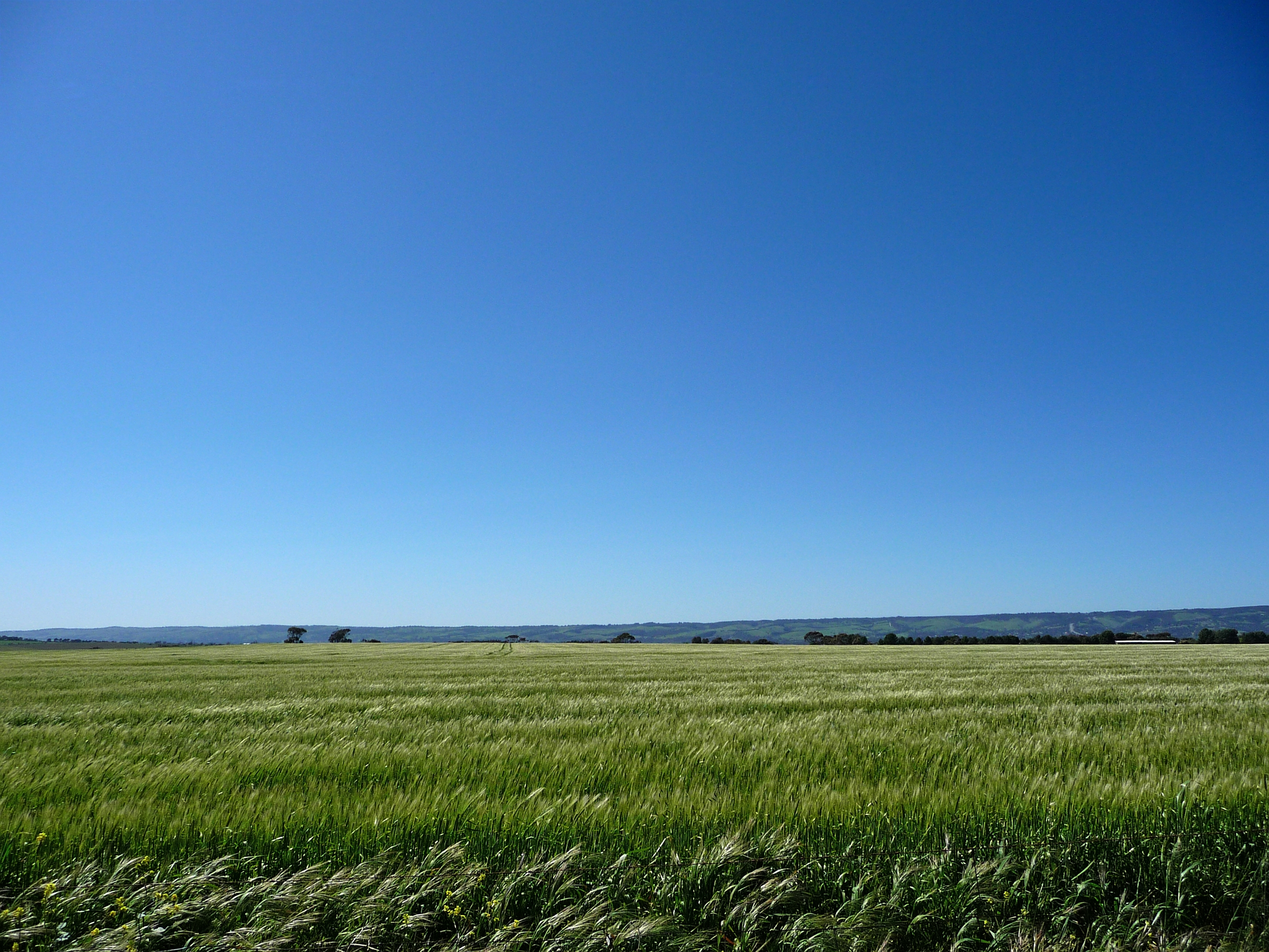
南オーストラリア州の大麦畑

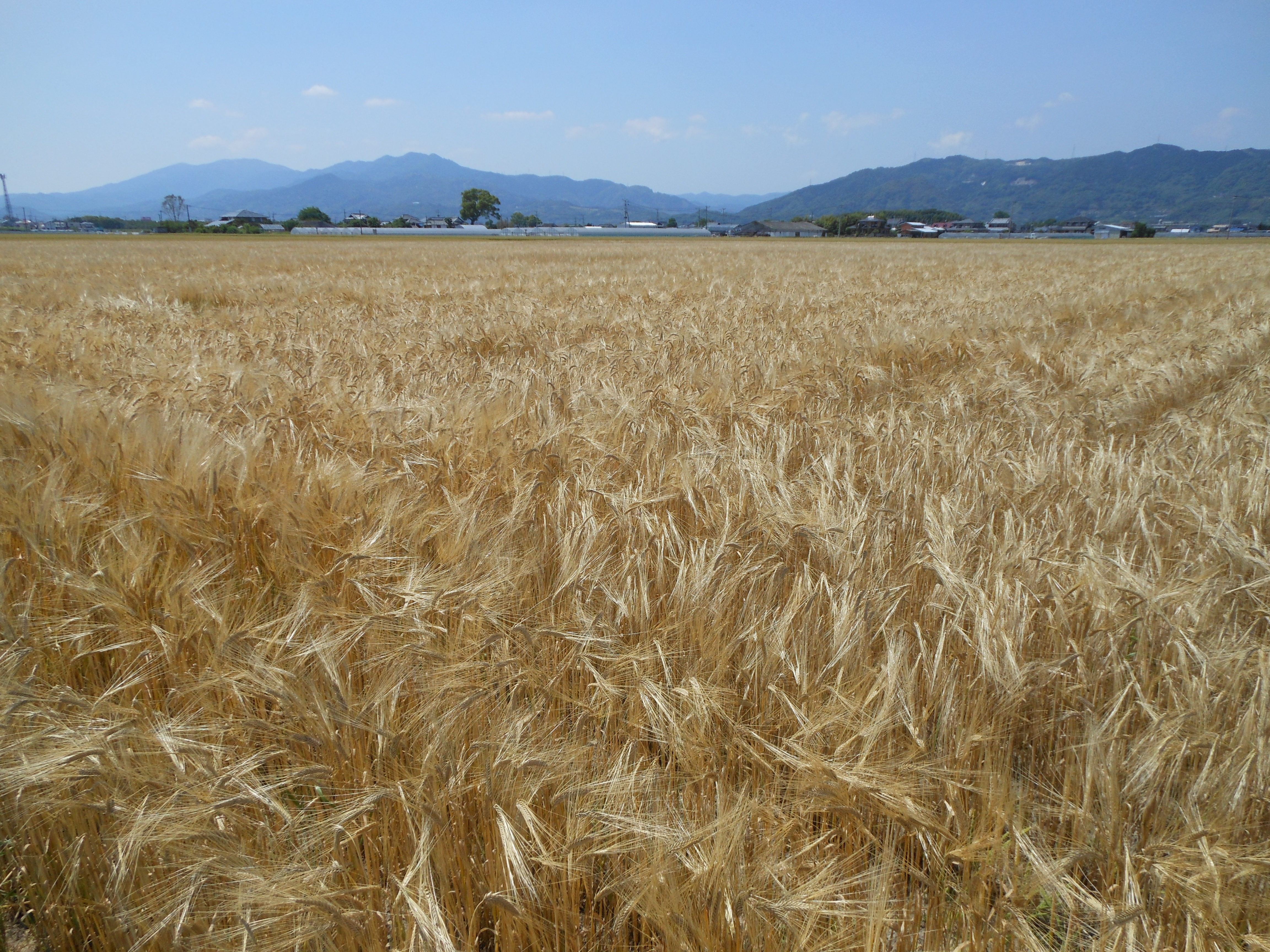
収穫直前の佐賀県の大麦

2010年代には、原料の二条大麦としてオーストラリア産132,000～169,000トン、日本産57,000～68,000トンがそれぞれ毎年使用されている。オーストラリアで約6,500,000トン/年の大麦が生産されるのに対して日本の大麦生産量は約140,000トン/年のため、焼酎生産に必要な量を確保するためには輸入が必須であり、また日本の大麦収穫は梅雨の時期に重なり品質がバラつく可能性も高い点も、オーストラリア産の大麦を使用するメリットとなっている。
2010年代に使用されている品種としては、下記のようなものがある。オーストラリア産の大麦は水分や異物、破粒などの基準で1～3等の規格に分類されるが、日本向けに輸出される大麦の検査平均値は全項目で1等を満たしている。
- オーストラリア産
  - スクーナ(Schooner)：南オーストラリア州、ビクトリア州、ニューサウスウェールズ州などで生産[18]
  - スターリング(Stirling)：西オーストラリア州などで生産[18]
  - グリメット(Grimmett)：クイーンズランド州などで生産[18]
  - アラバリス(Arapiles)：ビクトリア州などで生産[18]
- 日本国内産
  - はるか二条(農林26号)：2012年育成。早世種、短強稗で多収だが倒伏性はかなり強い[19]。アルコール収得量はニシノホシ並に高く、焼酎に甘味と香りが出るとされる[19]。
  - はるしずく(農林23号)：2005年育成。オオムギ縞萎縮病やうどんこ病などへの耐病性が高く、安定多収[19]。オーストラリア産二条大麦やニシノチカラと同等の原料性能とされる[19]。
  - ニシノホシ(農林18号)：1997年育成。前世代のニシノチカラに比べて早生、短秤、多収であり、精麦品質も優れる[20]。麹の消化性、糖化性、総合力価なども高い評価を受けた[20]。

#### 大麦利用の歴史
近代の壱岐島では主に裸麦が麦焼酎の原料として使用されていた。裸麦は古代から九州などで食用に生産され、その余剰品が利用されていたとみられる。二条大麦は、第二次世界大戦後の食糧難の時期だった1947年に宮崎県産のゴールデンメロンが壱岐で試用され、結果が良好だったことから焼酎への利用が進んだ。1952年に食糧管理法による麦類の統制が解除されたのを契機に1953年から輸入大麦の利用が始まり、1960年代には麦焼酎のほとんどが安価なオーストラリア産の大麦を原料とするようになった。また、日本国内のビール需要の増大に伴って生産が増えた、ビール向けの二条大麦であるあまぎ二条なども使用されるようになっている。
一方で1980年代からは特に焼酎向けとされる二条大麦の育種が本格的に始まり、1987年育成のニシノチカラ以降、ニシノホシなどの焼酎向け品種が国内で生産されている。焼酎向けに開発された二条大麦は食用や麦味噌にも用いられる「精麦用」というカテゴリに属し、ビール醸造用の品種に比べると、硝子率が低いなど精麦時の品質に優れている。ニシノチカラは精麦特性に優れ、1970年代以降に九州まで被害が広がったオオムギ縞萎縮病への耐性も高く、2003年には栽培面積のシェアが日本の大麦で1位となった。しかし後の分析で醸造特性が高くないことがわかり、醸造特性の優れるニシノホシが1997年に育成されると、2010年頃には二条大麦の栽培面積で20％のシェアを占めるまでに増加した。

### 麹
麹の原料には、壱岐島では米、大分県では大麦が使われている。麦麹は米麹と比較するとα-アミラーゼやグルコアミラーゼなど主な酵素の活性が約半分と低い。また、はぜ麹になりやすく、焼酎の腐造防止に重要な出麹酸度も1-2ミリリットル少ないなど、一般的な焼酎向け麹としては短所となる要素が多い。また、麹菌が麦の表面のみに繁殖しやすいという点も不利に働いていた。
しかし、麦麹はもろみの醸造を進めるのに十分な酵素量があり、細胞壁溶解酵素のキシラナーゼを多く生産する点では米麹よりも麦焼酎の製造に適している。このような長所を活かし、1970年代以降は麦麹による焼酎生産が九州各地などで広く行われている。
麹菌としては、他の焼酎と同様に黒麹菌や白麹菌が用いられる。

## 製法

### 原料処理

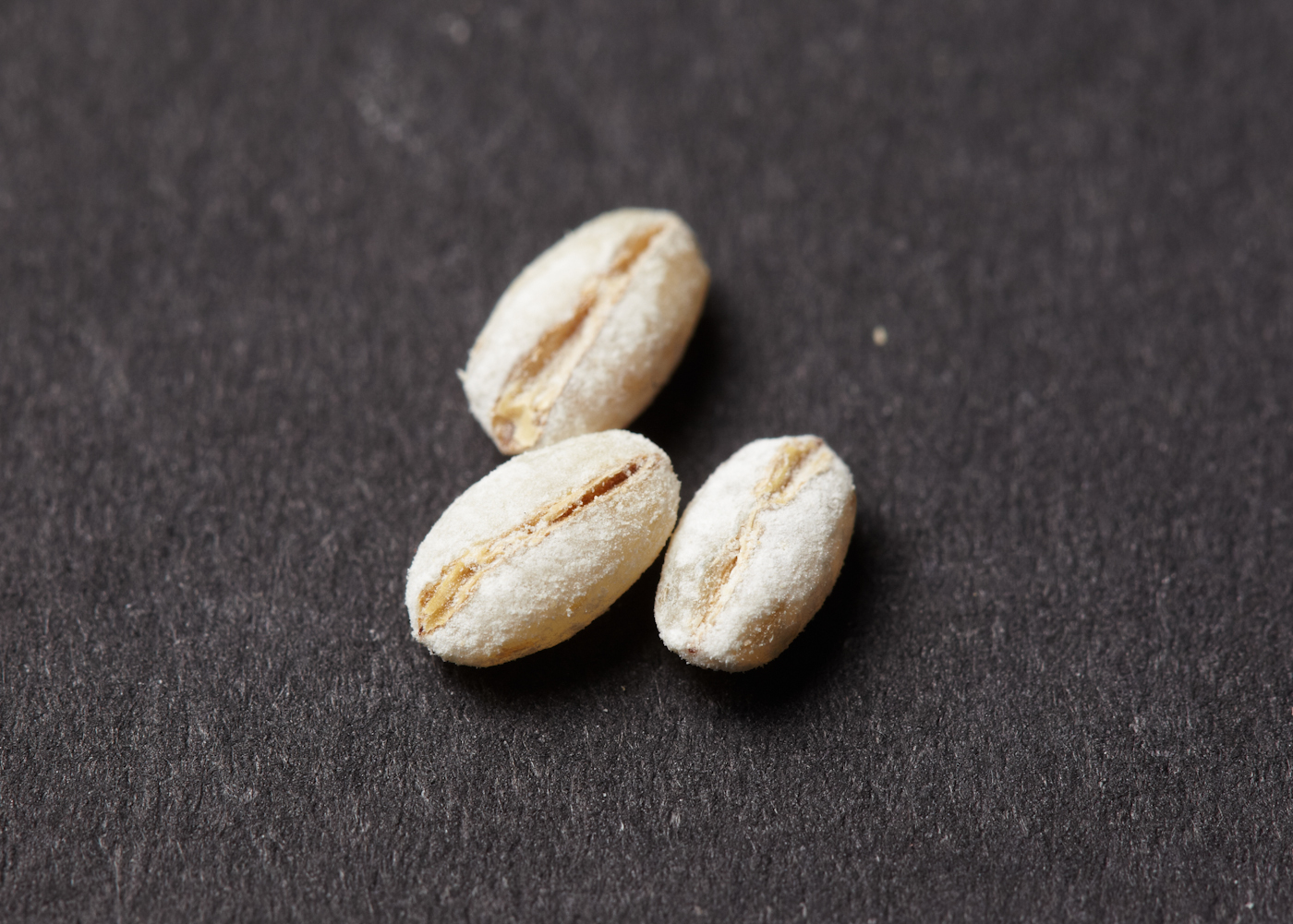
大麦粒

大麦は外側を果皮・種皮層で覆われており、その内側に糊粉層と胚乳細胞がある。精麦後の大麦には「へこ」と呼ばれる果皮・種皮の一部が残っており、タンパク質や脂質の豊富な糊粉層と共に除去する必要があるため、麦焼酎では精麦歩合60-65%まで外側を削って精麦する。なお、大麦では溝条が内部深くまで巻き込むように入り込んでいるため、搗精効果は米に比べるとゆるやかとなる。
精麦された大麦は、浸漬させて水切り後の水分が34-36%となるようにする。水分は40%ほどの方が麦麹は作りやすいが、水分が高く軟らかい蒸麦には以下のような欠点がある。
- 雑菌による汚染の可能性が高まる
- 製麹中の水分減少によって亀裂が入りやすくなり、温度管理に支障を来す
- もろみの段階で、表面に厚い飯蓋（蒸麦の層）が形成されて急昇温しやすい

なお、逆に水分が34%以下と低い場合は、麹の形成過程で乏酸麹になる危険性がある。
水洗を始めると急速に吸水が進んで10時間での吸水率は50-60%にも達するため、浸漬タンクに麦を投入したら大量の水を短時間に注入し、厳密な時間管理を行う必要がある。また水温が高いほど吸水は速く進行するので、30-35℃程度に水温は保たれる。
自然排水の場合は粒間の空隙や粒表面にも約9%の吸水率に相当する水分が残るため、水切り中も吸水が進む。これを避けるために送風によって強制的に水切りを進めるケースもある。水切りが進むと最終的には表面の水分がなくなり、膨潤した麦粒同士がガチガチに固まる「しまり」という状態になる。「しまり」が起きると破砕は困難なので、麦をほぐせる回転ドラム式の浸漬・蒸し兼用の装置が使われることが多いが、3トンを超える大量処理の場合は連続式の装置が用いられる。
水切りが完了した大麦は40-60分ほど蒸し、飴色で弾性があり、粘りの少ない状態にする。加熱後は放冷を行う。

### 製麹
麦麹を作る場合は、α-アミラーゼ活性が1グラム当たり60-100ユニット、出麹酸度が4-6ミリリットルをそれぞれ目標として40-44時間で製麹を行う。20世紀末の段階では、90%以上の事業者がドラム・円盤式、または簡易通風型の自動製麹機を用いていた。
蒸麦に白麹菌または黒麹菌で種付けを行って麹の温度を34-35℃にし、そこから最高温度37-39℃まで徐々に昇温して麹菌を増殖させ、24-26時間まで保持する。その後、31-33℃に降温して15-17時間保持し、腐造防止のためのクエン酸を十分に生産して麹の完成となる。
米麹を作る場合は、出麹酸度が麦よりも高いので水分減少を抑える必要がないため麦麹よりも全体的にやや高温で製麹を行うが、クエン酸生成のために後半の温度は35℃以下に保つ。

### もろみ
一般的な仕込み配合では、二次もろみで加える主原料の蒸麦を基準(100%)として、麦麹の麹歩合50%、一次汲水歩合120%、総汲水歩合150%となる。一次もろみでは麹の麦や米由来のデンプンが麹の酵素によって糖となり、この糖を栄養として酵母が増殖する。十分に酵母が増えた一次もろみに蒸麦と水を加えると、この蒸麦中のデンプンが糖化され、酵母によってアルコール発酵が進行する。
一次もろみの仕込みは22-25℃で容器に麹と水、酵母を加える。2日目後半から3日目にかけて発酵により30-32℃まで昇温させ、30℃前後を保った後に4日目以降は20-25℃まで降温させて5-6日目に二次もろみの仕込みに使用する。一次もろみの酸度は18ミリリットル以上であれば腐造は起こらないが、出麹酸度が3ミリリットル、または一次もろみの酸度が4日目に16ミリリットル以下の場合はクエン酸や乳酸で補酸を行う。
一次もろみの品質管理では2日目の温度と状態が特に重要とされ、この段階で表面に飯蓋が発生していると酵母の増殖による発熱がこもって温度が急上昇し、過度のアルコール生成によって酵母の適切な増殖が阻害されてしまう。飯蓋が薄ければ、櫂入れによる攪拌もスムーズに行うことができ、酵母の状態を管理しやすい。
二次もろみも同様に仕込み温度は22-25℃で、一次もろみに蒸麦と水を加える。3日目に最高温度30-32℃に到達させ、5日目以降は25℃程度まで降温して11-14日間かけて発酵させる。特に夏季などは後半で温度が高止まりすると揮発酸が増殖しやすいので、アルコールの増加が落ち着いたら速やかに蒸留過程に進む。また、減圧蒸留を行う場合は温度を全体的に3-5℃低く管理し、香気成分を増加させることもある。
なお、蒸麦の水分が過多で軟らかすぎる場合、二次もろみでも表面に飯蓋の層ができてしまい、以下のような悪影響がある。
- 酵母のある液体部分と蒸麦のある飯蓋が分離され、アルコール発酵が十分に進まずアルコール収得量が410リットル/トン以下と低くなる
- 表面に浮いた飯蓋中では雑菌の繁殖が進みやすい
- もろみの流動性が低下し、減圧蒸留を阻害して品質が低下する

### 蒸留・濾過・精製
蒸留は減圧または常圧下で行う。1970年代以降は、主質の軽快なライトタイプの焼酎が得られる減圧蒸留が主流となっている。常圧蒸留の場合はガス臭を低減するため、ガス抜きを行って2-3ヵ月間の貯蔵をする。
原酒の検定後、蒸留のタイプによらず冷却濾過を行う。油臭の原因となるリノール酸エチルなどの油分を析出させるため、夏場でも0-3℃まで冷却して珪藻土などで濾過をする。これにはイオン交換樹脂への油分付着による樹脂の寿命低下を防ぐ効果もある。また、アルデヒドや有機酸類、中沸点脂肪酸エステルなど、焼酎の香味を悪化させる成分はイオン交換処理によって除去する。これにより、穏やかな芳香や軽快な味わいが増すとされる。

## 歴史

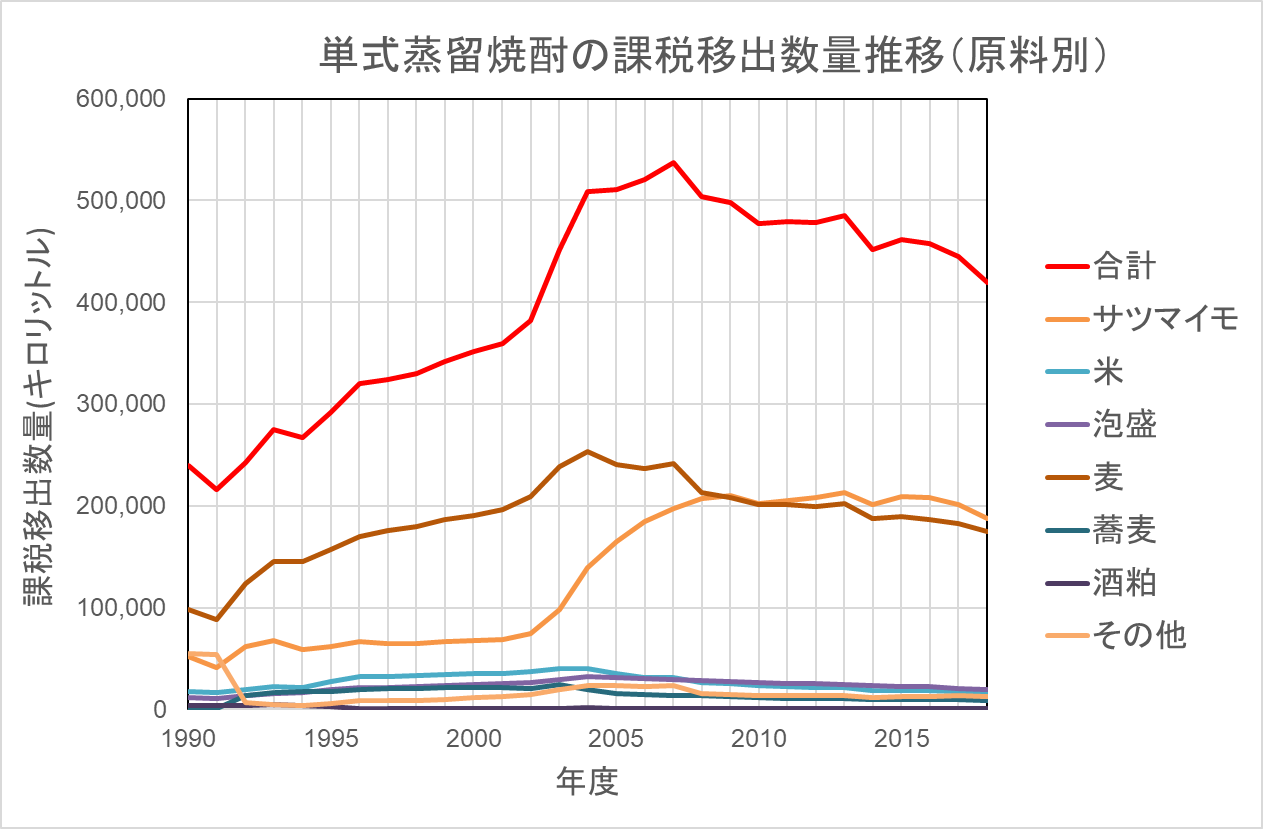
単式蒸留焼酎の課税移出数量の推移

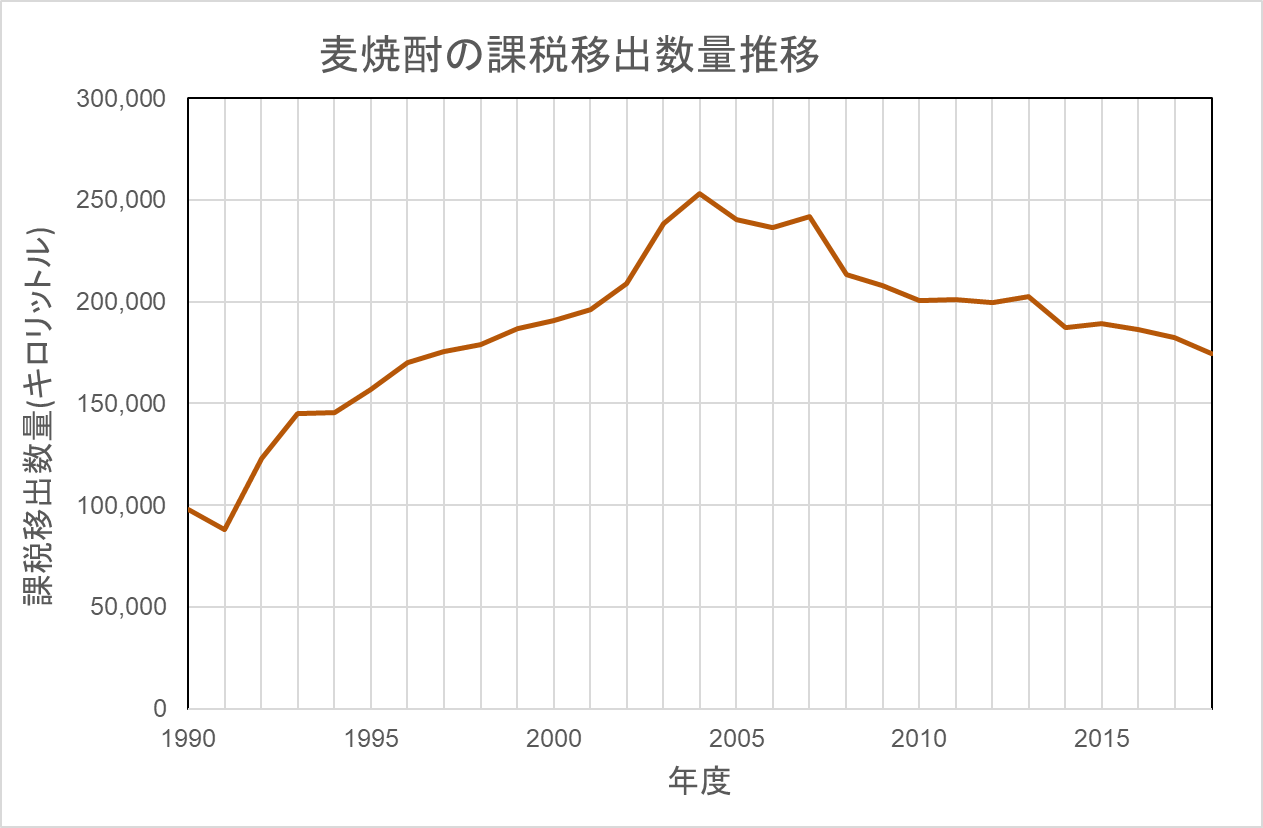
麦焼酎の課税移出数量の推移

### 近代まで
焼酎は16世紀までには九州地方で作られており、壱岐島で年貢の対象外だった大麦を原料として江戸時代後半には当地で麦焼酎は作られていたと考えられている。なお、文献上で確認される壱岐島の焼酎の記録としては、寛政7年（1791年）の『町方仕置帳』に「荒生の焼酎」についての記述があり、これは酒粕を蒸留した粕取焼酎とみられる。
明治に入ると、1883年9月30日付で芦辺浦の島民が長崎県知事宛に送った自家消費用の免許鑑札願に「焼酎0.56石」という記載があり、焼酎について米麹0.16石、麦：0.4石、水0.32石を使うとある事から麦焼酎の生産が明確に確認できる。明治初期の壱岐島内の農家では各戸のカブト釜で麦焼酎を自家製造することができ、酒屋の粕取焼酎と融合して米麹と大麦を原料とする現在の壱岐焼酎が生まれたと考えられる。

### 現代以降
1951年に麦の統制が撤廃されたのをきっかけに、麦味噌の生産が盛んだった大分県でも麦焼酎生産の取り組みが本格的に始まった。1954年度の熊本国税局管内の統計では、管内の南九州4県（大分・宮崎・熊本・鹿児島）の本格焼酎（単式蒸留焼酎）生産量23,580キロリットルのうち麦焼酎は1,260キロリットルと約5.3%を占め、大分県と宮崎県の32製造場での生産が記録されている。なお、当時の麦焼酎の原料は米、麦の他に雑穀や米糠も含まれる。同時期の壱岐焼酎の生産量は、翌1955年度に360キロリットル以上となっている。
1970年に福岡県の天盃が初めて麦麹による焼酎製造を行うと、1973年に大分県の二階堂酒造、1978年に同じく大分県の三和酒類がこれに続いている。二階堂酒造では大戦後の米不足の中で1951年から雑穀による麹作りに取り組んでおり、1973年に発売した100%麦麹の『吉四六』はすぐに好評を博した。1970年代は円高の進行によって主原料の大麦が安くなり、さらにイオン交換樹脂による精製や冷却濾過、減圧蒸留などの技術開発によって飲みやすくなったこともあり、1977年に大分県で約1,000キロリットルだった麦焼酎の生産量は、1982年に南九州4県で計14,192キロリットルとなる。
同時期の1979年には大分県知事の平松守彦が一村一品運動を開始し、自身のテレビ出演の際などには「安くて健康に良く、飲みやすい」として麦焼酎のPRを行い、全国的な知名度の普及につながっている。1980年代に入ると第2次焼酎ブームの中でくせの少なくなった麦焼酎の生産量は急伸して芋焼酎を超え、1990年には九州全体で98,067キロリットルに達している。このブームの中で麦焼酎の消費は全国に広がり、1980年には県内で90%が消費されていた大分県産焼酎は、1985年には九州以外への移出・出荷が60%を占めるようになった。
また、1986年には宝酒造が大手メーカーとしては初の本格焼酎となる「日本火山」の、1993年にはアサヒビールが麦焼酎を使用した混和焼酎「かのか」の製造をそれぞれ始めるなど、2000年代半ばまでにはサントリーやサッポロビールを含む大手数社も本格焼酎および混和焼酎の双方で麦焼酎市場に参入している。この影響などにより、1990年頃にほぼ0だった九州外への焼酎の未納税取引（桶取引）は、2004年には38,000キロリットルにも達している。
このように麦焼酎の生産が増加する一方、1995年6月30日には壱岐焼酎が球磨焼酎、泡盛と同時に酒類の地理的表示に認められている。2004年には九州全体で麦焼酎の生産量は253,395キロリットルにまで増加し、その後はゆるやかな減少傾向にある。また、2007年には大分麦焼酎が地域団体商標に登録されている。